# Karin Larsson
Karin Larsson, född Bergöö den 3 oktober 1859 i Örebro, död 18 februari 1928 i Välnäs, Fogdö socken, Södermanland, var en svensk konstnär. Hon finns ofta avbildad av maken Carl Larsson.

## Biografi
Karin Larsson föddes i Örebro men växte upp i Vita huset i Hallsberg, granne med Bergööska huset, som byggdes som butik och bostad för hennes bror Per Bergöö. Fadern Adolf Bergöö var en framgångsrik köpman i Hallsberg. Hon visade tidigt konstnärliga anlag och studerade vid Slöjdskolan i Stockholm, samtidigt som hon läste franska i Franska skolan i Stockholm. Hon kom 1877 in på Konstakademien i Stockholm, där hon utbildade sig fram till 1882.
Efter avslutade studier reste hon 1882 till den skandinaviska konstnärskolonin i Grez-sur-Loing utanför Paris för att fortsätta måla. Där träffade hon konstnärskollegan Carl Larsson. Sommaren blev en konstnärlig höjdpunkt där hon och Carl Larsson arbetade sida vid sida. Några få verk finns bevarade från denna tid, bland annat Mère Morot och Pumporna. Året därpå, 1883, gifte de sig i Stockholm men återvände sedan till Grez-sur-Loing, där deras första dotter Suzanne föddes 1884. Året därpå flyttade de hem till Sverige igen.
1888 reste de återigen till Paris, på uppdrag av Pontus Fürstenberg i Göteborg, som ville ha en stor målning av Carl Larsson till sin konstsamling. De lämnade då sina två barn hos Karin Larssons föräldrar i Hallsberg, och när de återvände ett år senare dekorerade Carl Larsson svärföräldrarnas nya hem, Bergööska huset, innan makarna flyttade till Lilla Hyttnäs, en stuga i Sundborn utanför Falun som hennes far ägde och där hennes fastrar bott. Makarna Larsson förvandlade den sedan till den berömda Carl Larsson-gården. Samma år födde hon sitt tredje barn.
I Sundborn omsatte Karin Larsson sina konstnärliga talanger i inredningen av hemmet med nyskapande textilier, moderna möbler och egendesignade kläder. Hennes personliga inredningsstil fick sitt stora internationella genombrott i samband med den stora Carl Larsson-utställningen på Victoria and Albert Museum i London 1997.
Makarna Larsson fick åtta barn: Suzanne 1884, Ulf 1887, Pontus 1888, Lisbeth 1891, Brita 1893, Kersti 1896 och Esbjörn 1900. Sonen Mats dog två månader gammal 1895.
Trots åtta barn arbetade Karin Larsson parallellt vidare med sitt konstnärskap. Hon designade och vävde en stor del av de textilier som fortfarande finns i Carl Larsson-gården. Ett exempel är karinförklädet som användes av både henne och andra kvinnor som arbetade på Sundborn. Karin Larsson formgav även en del av möblerna och ritade sina och barnens kläder. Dessutom var hon hela tiden Carls bollplank och pålitlig kritiker av hans arbete.
På Carl Larsson-utställningen på Victoria and Albert Museum i London 1997, Carl and Karin Larsson: Creators of the Swedish Style, skrevs följande om Karin Larssons textilier och konstnärskap:
| ” | Karins textilier var mycket originella. Hon föregick den kommande abstrakta textilkonsten. Hennes djärva kompositioner var utförda med starka färger och hennes broderier hade ofta stiliserade växter. I svart och vitt linne omtolkade hon japanska motiv. Hon var tekniskt äventyrlig och utforskade traditionella tekniker samtidigt som hon experimenterade med nya. I Sundborn utvecklade Larssons ett estetiskt kamratskap. Han var den översvallande, som täckte väggarna med blommor och blad, medan hon var spartansk och ofta abstrakt i sina formgivning. Färgerna i interiörerna tycks de valt tillsammans. Deras gemensamma bidrag skapade en perfekt helhet. | „ |

De textilier hon skapade i Sundborn var avancerade för sin tid och från 1980-talet och framåt har de uppmärksammats.
Hennes gravvård återfinns på Sundborns kyrkogård nordost om Falun.
Karin Larsson är representerad på ett flertal museer, bland annat National Gallery of Art i Washington, D.C. och Dalarnas museum.

## Bilder

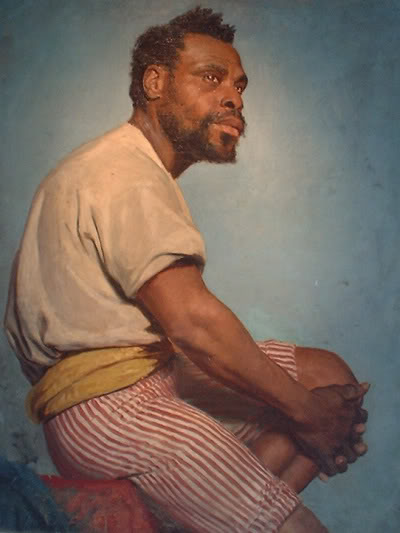
Porträtt av Pierre Louis Alexandre
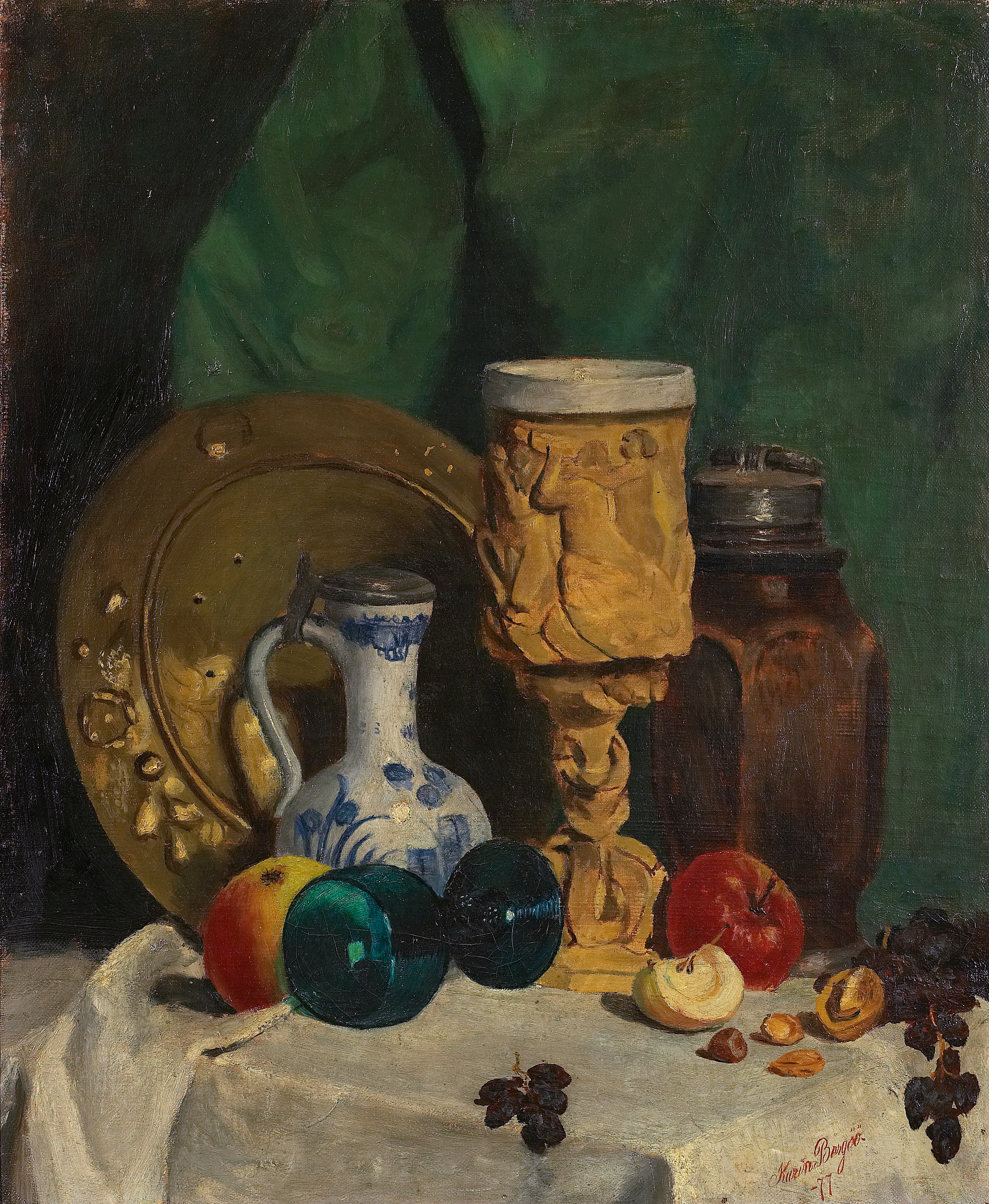
Stilleben med frukter och krus
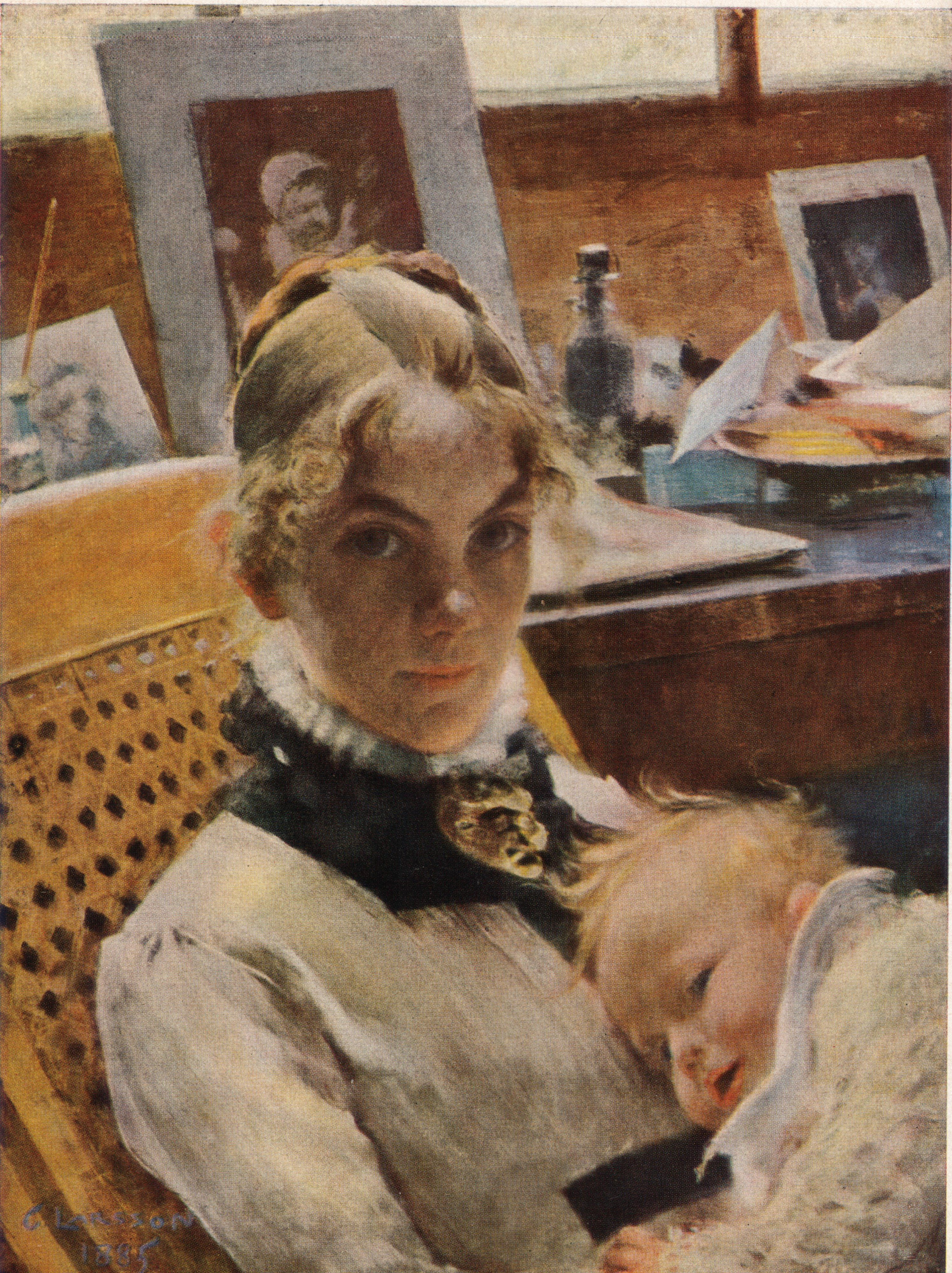
Karin med dottern Suzanne målad av maken Carl
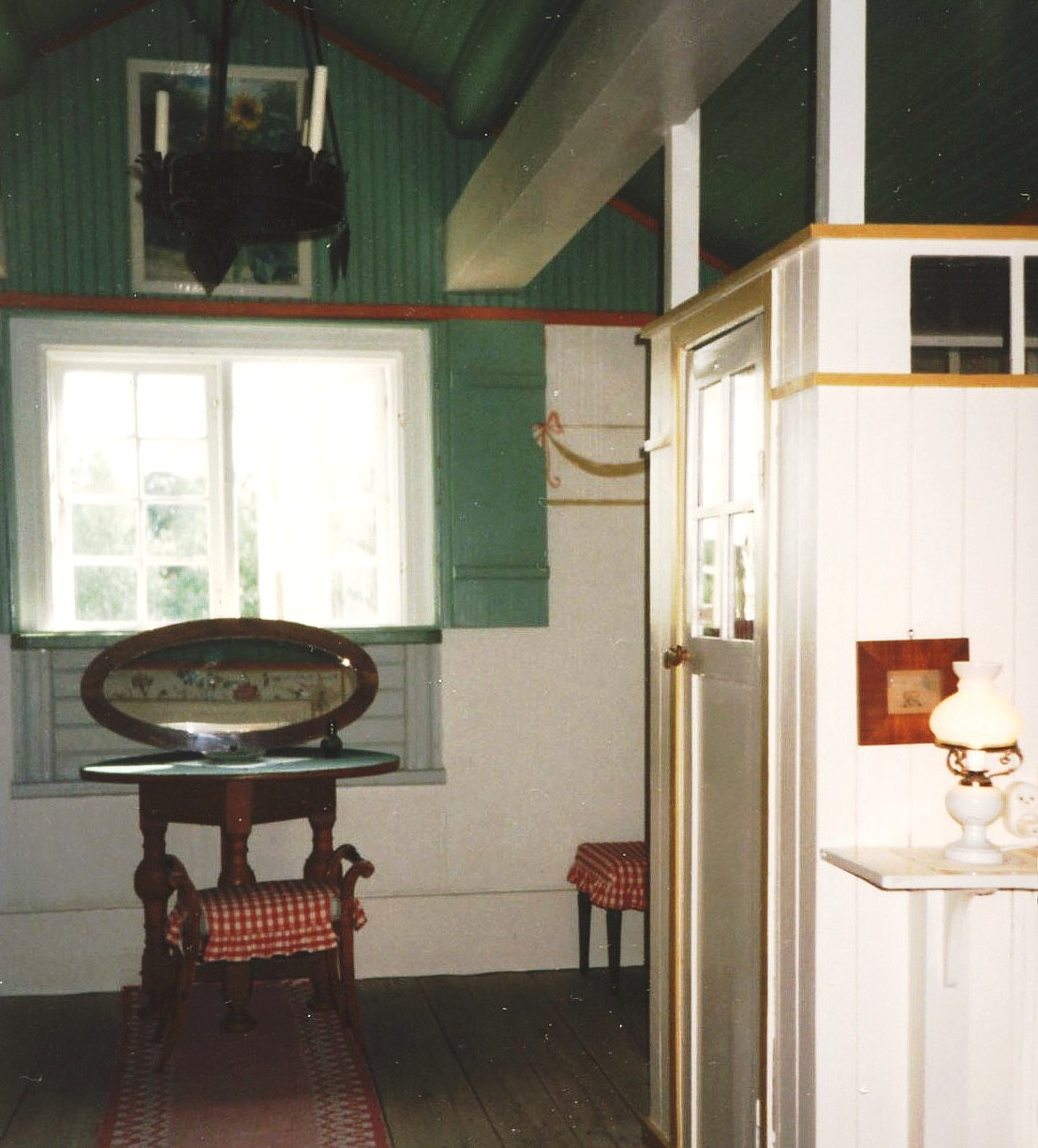
Släktträdsduken ligger i Matsalen på Carl Larsson-gården